# Bob Wilson (calciatore 1928)
Bob Wilson (Liverpool, 8 settembre 1928 – Upton, 17 agosto 2006) è stato un calciatore inglese, di ruolo difensore.

## Carriera
Dopo aver giocato nei semiprofessionisti del Burscough esordisce tra i professionisti nella stagione 1952-1953 all'età di 24 anni con il Preston N.E., club della prima divisione inglese; gioca in questa categoria fino al termine della stagione 1960-1961, conclusa la quale il club retrocede in seconda divisione, categoria in cui Wilson milita nella stagione 1961-1962. Al termine di quest'ultima stagione, dopo 10 campionati consecutivi nel club (con 92 presenze totali in partite di campionato), viene ceduto al Tranmere: qui, tra il 1962 ed il 1964 gioca in totale 54 partite in quarta divisione. Si ritira poi al termine della stagione 1964-1965, all'età di 37 anni, dopo aver giocato per una stagione con i semiprofessionisti del New Brighton.